# Paranerita triangularis
Paranerita triangularis är en fjärilsart som beskrevs av Rothschild 1909. Paranerita triangularis ingår i släktet Paranerita och familjen björnspinnare. Inga underarter finns listade i Catalogue of Life.